# Stéphane Ginsburgh
Stéphane Ginsburgh (Brussel, 27 november 1969) is een Belgische pianist van Oostenrijkse afkomst. Hij is pianoprofessor aan de Hogeschool voor muziek in Genève.

## Biografie
Ginsburgh werd geboren in Brussel. Na zijn afstuderen aan de Koninklijke Muziekconservatoria van Bergen en Luik in piano en kamermuziek, studeerde Ginsburgh bij Paul Badura-Skoda, Vitaly Margulis, en in het bijzonder Claude Helffer in Parijs voor hedendaagse muziek en Jerome Lowenthal in New York.
Hij heeft een B.A. in wetenschapsfilosofie aan de Université libre de Bruxelles, een M.M in piano en een Ph.D. in Kunsten van de Vrije Universiteit Brussel.
Ginsburgh treedt regelmatig op in recitals en kamermuziek in Europa, het Midden-Oosten, Rusland en de Verenigde Staten. Hij speelt zowel hedendaagse muziek als het klassieke en romantische repertoire dat hij vaak in zijn programma's verwerkt. Hij werkt regelmatig samen met het Ictus Ensemble.
Hij ontving de prijs van de Belgische Componistenvakbond voor zijn verdiensten in het uitvoeren van Belgische hedendaagse muziek. Sinds 1990 is Ginsburgh lid van het Bureau des Pianistes en sinds 1991 neemt hij deel aan het Contemporary Music Spring Festival Ars Musica in Brussel. In 1998 was hij medeoprichter van Le Bureau des Arts, nu Sonar, een groep kunstenaars die zich toelegt op verschillende soorten artistieke expressie en creatie, waaronder muziek, dans en literatuur, dat hij leidde tot 2018. Hij was van 2010 tot 2013 artistiek directeur van het Centre Henri Pousseur, gewijd aan elektronische muziek en live-elektronica.

## Andere activiteiten
Ginsburgh doceerte piano en filosofie aan het Institut Jaques-Dalcroze en gedurende enkele jaren kamermuziek aan het Koninklijk Conservatorium Luik en de muziekschool en de muziek academie van Bergen. Vanaf 2012 tot 2018 was hij assistent voor piano aan het Conservatoire royal de Bruxelles en vanaf 2017 tot 2020 research-assistent aan het Koninklijk Conservatorium van Brussel.
Hij vertaalde Eric Hobsbawms Uncommon People: Resistance, Rebellion and Jazz in het Frans voor Aden Edities. Hij heeft ook verschillende artikelen geschreven over politiek en de interpretatie van hedendaagse muziek.

## Festivals
Ginsburgh trad op op belangrijke festivals zoals Agora op IRCAM (Parijs), Ars Musica (Brussel), Festival de Wallonie, Festival van Vlaanderen, Tzlil Meudcan Festival (Tel-Aviv), Festival Transit (Leuven), Milano Musica, Festival Next Wave (New York), Festival de Marseille, Festival Courtisane (Gent), Artefact Festival (Leuven), Festival Midis-Minimes (Brussel), Festival Loop (Brussel), Biënnale Charleroi-Danse, Gentse Feesten, Moscow Autumn Contemporary Music Festival, Les Nuits Botanique (Brussel), Quincena Musical (San Sebastián), Imatronic/Piano+ ZKM en Darmstädter Ferienkurse.

## Werken geschreven voor Ginsburgh
- The Naked Truth door Frederic Rzewski (2021)[5]
- America: A Poem door Frederic Rzewski (2020)[6]
- Musique pour le lever du jour door Melaine Dalibert (2018)[7]
- Piano Hero #4 door Stefan Prins (2016-17)[8]
- Piano Hero #3 door Stefan Prins (2016)[9]
- Feynman speech sonata door André Ristic (2016)[10]
- A dog is a machine for loving door Alec Hall (2015-2019)[11]
- Dear Diary door Frederic Rzewski (2014)[12]
- Beth/Veth door Jean-Luc Fafchamps (2012)[13]
- Salouette from Three Pieces door Frederic Rzewski voor Salomé Lou Ginsburgh (2011)
- Popular Contexts 2 door Matthew Shlomowitz (2010)[14]
- Ataraxia door David Toub (2010)[15]
- West Pole door Panayiotis Kokoras (2008)[16]
- An die Nacht door Benoît Mernier (2003)[17]
- Back to the voice door Jean-Luc Fafchamps (1999)[18]

## Prijzen
- Prize Tenuto BRTN 1995, België
- Fondation Schlumberger, Académie Musicale de Villecroze, Frankrijk
- Music Academy of the West, Santa Barbara, US
- Fondation SPES, Brussel
- Prix Pelemans 1999 voor interpretatie van Belgische hedendaagse muziek, Brussel

## Discografie
Onder de vele cd-releases ontvingen Ginsburgh's vertolkingen van Marcel Duchamps Erratum Musical en Morton Feldmans Last Pieces die kregen lovende recensies door New Yorkse critici. Hij heeft drie albums opgenomen met muziek van Jean-Luc Fafchamps en Morton Feldman. Andere recente releases zijn een vijf-cd-box voor Sub Rosa met Feldman's volledige pianomuziek, The Bad-Tempered Electronic Keyboard - 24 Preludes and Fuga's van Anthony Burgess voor Grand Piano/Naxos Records, en Sergej Prokofjev's complete pianosonates voor Cypres beschreven als een "vuurwerk van creativiteit" in Rondo Magazine.

### Geselecteerde opnames
- Speaking Rzewski, Frederic Rzewski, Sub Rosa, 2021[20]
- Three Extended Pieces for Four Pianos, Julius Eastman, Sub Rosa, 2021[21]
- Augmented, Stefan Prins, Kairos, 2019[22]
- The Bad-Tempered Electronic Keyboard - 24 Preludes and Fugues, Anthony Burgess, Grand Piano/Naxos (platenlabel), 2018[23]
- Quartet for piano, David Toub, World Edition, 2016[24]
- Intégrale des Sonates pour piano, Sergej Prokofjev, Cypres records, 2015[25]
- Beth/Veth, Jean-Luc Fafchamps, Sub Rosa, 2015[26]
- Back to, Jean-Luc Fafchamps, Sub Rosa, 2013
- Vexations, Erik Satie, Sub Rosa, 2008
- For Bunita Marcus, Morton Feldman, Sub Rosa, 2006
- Melencholia si..., Jean-Luc Fafchamps, Sub Rosa, 2001
- Erratum Musical, Marcel Duchamp, Sub Rosa, 2001
- Last Pieces, Morton Feldman, Sub Rosa, 2001
- Is, Renaud De Putter, Sub Rosa, 1999
- Chorée, Renaud De Putter, Sub Rosa, 1998
- Pieces for More Than Two Hands, Morton Feldman, Sub Rosa, 1991

## Externe bronnen
- Ginsburgh Website
- The Speaking Pianist
- Naxos artist biography